# Antony (Dumas)
Pour les articles homonymes, voir Antony (homonymie).

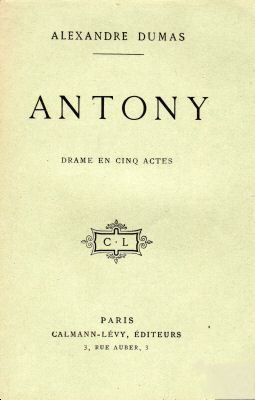
Couverture du livre, édition de 1902

Antony est un drame en cinq actes écrit en prose par Alexandre Dumas, dont la première eut lieu à la Porte Saint-Martin le 3 mai 1831.
« Antony n’est point un drame, Antony n’est point une tragédie, Antony n’est point une pièce de théâtre, Antony est une scène d’amour, de jalousie, de colère, en cinq actes » : ainsi Dumas qualifiait-il cette création autobiographique. Sa passion pour Mélanie Waldor, débutée en septembre 1827, a amplement inspiré Antony.

## Histoire

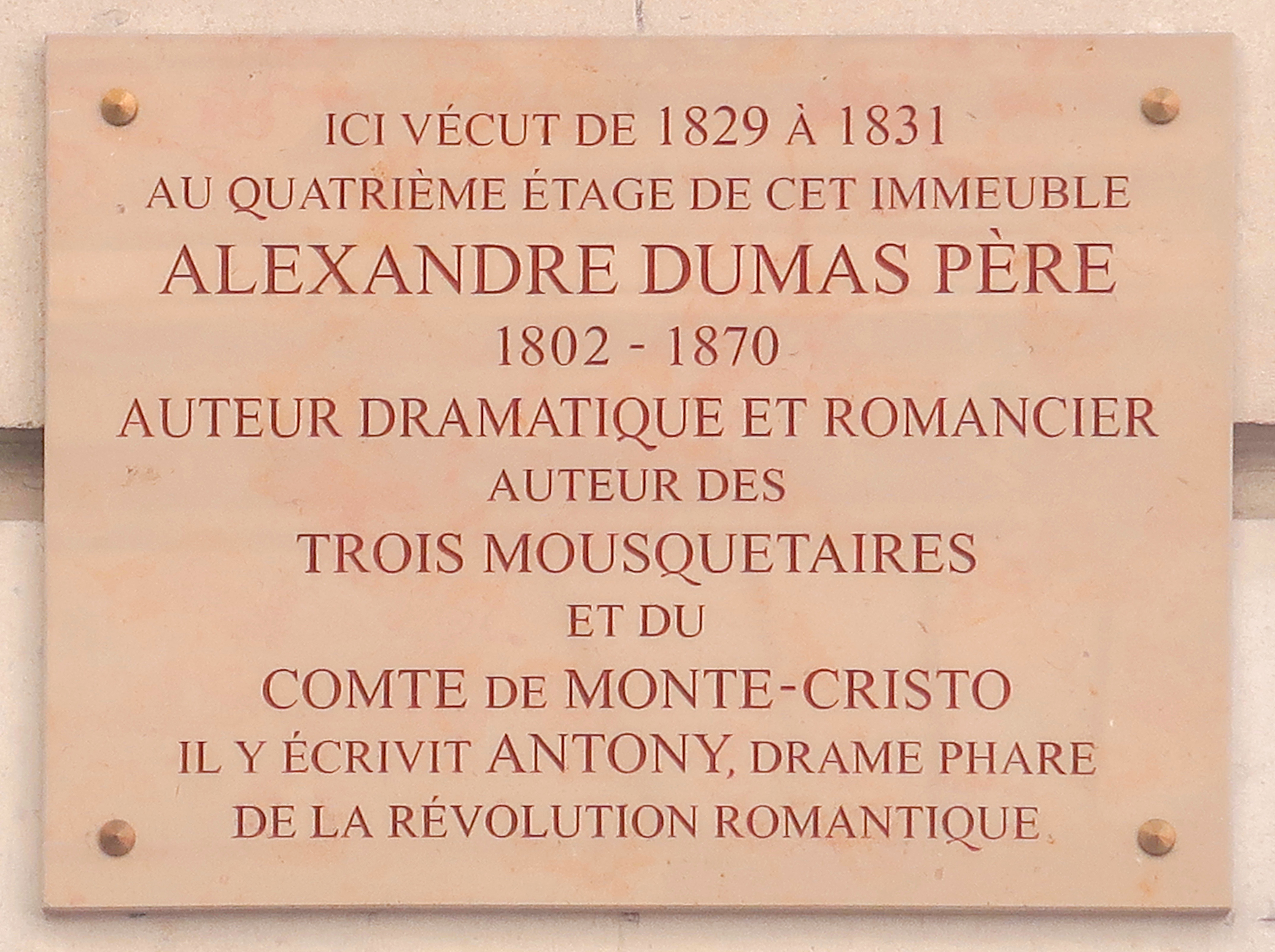
Plaque au no 25 rue de l'Université (7e arrondissement de Paris), où Alexandre Dumas écrit Antony.

Antony, qui n'a pas de parents, retrouve après trois ans Adèle, la femme qu'il a toujours aimée mais ne pouvait épouser. Bien que mariée et mère de famille, la sage Adèle ne saurait résister bien longtemps.

## Résumé
Acte I : Adèle d'Hervey reçoit une lettre d'Antony, quitté trois ans plus tôt et qui désire la revoir le jour même. Adèle décide de fuir pour l'éviter et, en sortant dans la rue, un accident est provoqué. Antony est blessé, et elle le fait porter chez elle. Ne pouvant bouger, il reste et est soigné par elle, qui finalement l'aime encore.
Acte II : Adèle, toujours pour échapper à Antony, décide de partir pour Strasbourg où son mari se trouve avec sa garnison. Elle confie sa fille à sa sœur Clara, la seule à connaître réellement ses sentiments.
Acte III : Dans une auberge située à deux lieues de Strasbourg, Antony a loué deux chambres contiguës. Ainsi, alors qu'Adèle s'arrête pour la nuit dans l'une d'elles, celui-ci y pénètre.
Acte IV : Toute la haute société est au courant de l'histoire d'Antony et d'Adèle. Conviés à un bal chez la vicomtesse de Lacy, ils doivent subir les allusions peu flatteuses à l'aventure de l'auberge, jusqu'à ce qu'ils apprennent que monsieur d'Hervey devrait être présent dans quelques heures.
Acte V : Rentrée chez elle, Adèle ne peut se résoudre à fuir avec Antony. Voyant son mari arriver, elle supplie son amant de la tuer. Il la poignarde, et jette son couteau aux pieds de monsieur d'Hervey, et prenant tout sur lui : « Elle me résistait, je l'ai assassinée !… »

## La première à la Porte Saint-Martin
La première de la pièce au théâtre de la Porte-Saint-Martin le 3 mai 1831, avec Marie Dorval dans le rôle d’Adèle et Bocage dans celui d’Antony, est un immense succès. Les femmes pleurent, crient, déchirent leurs mouchoirs de dentelles, rêvent de pouvoir un jour inspirer une telle passion ; les hommes s’exaltent et applaudissent l’amour insensé et dramatique du ténébreux héros qu’ils voudraient incarner. Le public est en délire à la fin de la pièce, devant Adèle assassinée et Antony froid et impassible. À ce moment précis, toutes les jeunes femmes aimaient Antony, et tous les hommes aimaient Adèle. Le succès ne se démentira pas : Antony demeurera l’un des plus grands triomphes de Dumas au théâtre. Malgré tout, la pièce fit scandale, car jamais l'adultère n'avait été présenté sous un jour aussi favorable ou du moins habituel. 
À l'occasion d'une reprise de ce drame, voici ce qu'écrit Théophile Gautier dans le journal Le Moniteur en octobre 1867 en se souvenant de la création : "La salle était vraiment en délire ; on applaudissait, on sanglotait, on pleurait, ou criait. La passion brûlante de la pièce avait incendié tous les cœurs. Les jeunes femmes adoraient Antony ; les jeunes gens se seraient brûlé la cervelle pour Adèle d’Hervey. L’amour moderne se trouvait admirablement figuré par ce groupe, auquel Bocage et madame Dorval donnaient une intensité de vie extraordinaire."

## Citations et emprunts
- En 1876, dans Un mari à la porte, opérette de Jacques Offenbach, les librettistes Alfred Delacour et Léon Morand font référence à Antony quand ils font dire à Florestan : « La situation d’Antony au cinquième acte, quand le colonel d’Hervey surprend sa femme. »

## Texte
Texte sur Gallica